# Hyangnosan
Hyangnosan är ett berg i Sydkorea.   Det ligger i provinsen Gangwon, i den norra delen av landet, 70 km öster om huvudstaden Seoul. Toppen på Hyangnosan är 314 meter över havet, eller 176 meter över den omgivande terrängen. Bredden vid basen är 1,9 km. Hyangnosan ligger vid sjön Uiamho.
Terrängen runt Hyangnosan är huvudsakligen kuperad, men norrut är den platt. Runt Hyangnosan är det ganska tätbefolkat, med 155 invånare per kvadratkilometer. Närmaste större samhälle är Chuncheon, 3,8 km nordost om Hyangnosan. I omgivningarna runt Hyangnosan växer i huvudsak blandskog.